# I Got a Boy (canção)
"I Got a Boy" é uma canção do girl group sul-coreano Girls' Generation, lançada em 1 de janeiro de 2013, como faixa-título de seu quarto álbum em coreano, I Got a Boy.
O vídeo musical foi gravado em outubro de 2012, com uma coreografia inspirada no hip-hop tratada pelos renomados coreógrafos estadunidenses, Nappytabs. O vídeo se tornou um sucesso instantâneo no YouTube, recebendo mais de 10 milhões de visualizações em 55 horas. No geral, foi bem recebido pelos críticos de música, com a Billboard chamando-o um dos "singles pop com um pensamento a frente ouvido em qualquer país".

## Antecedentes e lançamento
Em 20 de dezembro de 2012, a SM Entertainment publicou uma imagem teaser contendo as palavras "2012. 12. 21 10 A.M." sob o nome do grupo em um emblema cercado pela flor nacional da Coreia do Sul, em seu Twitter oficial. No dia seguinte o vídeo musical e single de "Dancing Queen", um single de pré-lançamento, foi lançado. O vídeo termina com um teaser para "I Got a Boy", apresentando as meninas em trajes excêntricos e coloridos, com data de lançamento da faixa-título de 1º de janeiro de 2013 sendo revelada no mesmo tempo.

## Recepção crítica
| Críticas profissionais | Críticas profissionais |
| Avaliações da crítica  | Avaliações da crítica  |
| Fonte                  | Avaliação              |
| ---------------------- | ---------------------- |
| Rolling Stone          | [ 5 ]                  |

O crítico de música do Los Angeles Times, Randall Roberts, chamou-a de um hino "disperso" e uma canção "alegremente caótica" que pode indicar uma trajetória futura da música pop. Ele também descreveu o vídeo musical como "maravilhosamente estranho". A Billboard elogiou a canção como "um dos singles com um pensamento mais a frente para ser ouvida em qualquer país" por sua mistura intensa de sons e melodias diferentes.
Nick Catucci, contribuidor da Rolling Stone, descreveu a canção como uma rotina de ginástica musical cuidadosamente traçada e notou sua "terra dos doces" de sons pop - do mínimo R&B à dança de alta-BPM.

## Apresentações ao vivo
Girls' Generation fez suas primeiras apresentações de "I Got a Boy" nos principais programas musicais da televisão sul-coreana. No show M! Countdown da Mnet, as garotas se apresentaram em 3 de janeiro de 2013, onde também cantaram "Dancing Queen". O grupo continuou sua primeira semana de apresentações ao vivo no Music Bank da KBS, Show! Music Core da MBC, e Inkigayo da SBS, nos dias 4, 5 e 6 de janeiro, respectivamente. Girls' Generation também foi ao ar com um programa especial exibido pela MBC, chamado Girls' Generation's Romantic Fantasy, em 1º de janeiro de 2013.

## Vídeo musical

### Antecedentes
O primeiro teaser para o vídeo foi integrado no videoclipe de "Dancing Queen" como parte do tema de máquina do tempo. O teaser mostrava cada integrante, tanto em close-up como em plano médio, em um quarto escuro com diamantes rosas fluorescentes ao fundo, acompanhado por sintetizadores com influências do rock, que então quebra para uma seção com influência do dubstep. O teaser para a versão de drama do videoclipe foi lançado em 26 de dezembro de 2012, às 17 horas (KST). Um teaser para a versão de dança do vídeo foi lançado dois dias depois, em 28 de dezembro de 2012. A coreografia da canção foi feita pelos coreógrafos Nappytabs, que também trabalharam com os colegas de gravadora TVXQ e BoA.
O videoclipe oficial foi lançado em 1º de janeiro de 2013, às 17:45 (KST) (como mostrado no relógio digital de Hyoyeon no vídeo teaser).

### Sinopse

Cena da coreografia na rua, em que as garotas vestem roupas multi-coloridas.

O vídeo, com duração de cinco minutos e cinco segundos, inicia no mesmo quarto rosa visto no videoclipe de "Dancing Queen", com as garotas interagindo umas com as outras; Tiffany e Yuri estão sentadas em uma mesa bebendo chá, Sooyoung está escrevendo, Sunny e Yoona estão brincando na cama, Jessica está provando o perfume Girl de Provence, Taeyeon e Seohyun estão discutindo escolhas de vestuário e Hyoyeon está secando o cabelo. Um homem (Kim Ian) é, então, visto andando em direção ao apartamento das meninas, e toca a campainha. As meninas param tudo o que estão fazendo e correm para a porta para olhar pelo olho mágico; o homem é visto indo embora com as palavras "That's weird" ("Isso é estranho") e "Is anybody home?" ("Tem alguém em casa?") vistas em balões de fala. A câmera então amplia através do olho mágico em direção às meninas e depois volta para uma sala multi-colorida com todo o grupo vestido com roupas de inspiração militar. A sequência começa com uma introdução de rap apresentada por Sooyoung e Yuri, e depois corta para uma rua com as integrantes vestidas com roupas inspiradas no hip-hop, que começam a executar a coreografia, sendo introduzida por uma fala de Tiffany.
O vídeo então corta para vários close-ups de cada integrante, bem como cenas com o homem flertando com cada uma delas. Em seguida, ele para abruptamente com as garotas jogando seus bonés em direção à câmera, que corta para uma segunda sala com faixas de triângulos amarelos e vermelhos que se estendem ao fundo e acima do grupo. Na sequência, o vídeo corta para cenas das integrantes com o homem, assim como elas nos três cenários onde executam a coreografia da canção. O vídeo termina com o grupo posando na rua com seus nomes em coreano e inglês vistos acima do logotipo de "I Got a Boy" utilizado nas capas do single e do álbum.

### Controvérsia
Após o lançamento do vídeo musical de "I Got a Boy", uma captura de tela do teaser incluída no videoclipe de "Dancing Queen" tornou-se o centro da controvérsia devido a sua redação. O boné de Sunny continha as palavras "Welcome Motherfuckers", com uma estrela no lugar do 'U'; "Welcome Motherf★ckers". O público criticou abertamente o uso de linguagem ofensiva. Seohyun usava um boné semelhante, porém estrelas foram usadas para encobrir a maior parte da palavra. Da mesma forma, Sooyoung e Yoona usavam bonés com "Fuck The System" impresso sobre eles. A SM Entertainment anunciou que tinha removido o vídeo do seu canal oficial no YouTube e que estaria relançando o vídeo com o texto editado. O uso de bonés com redação ofensiva foi visto por muitos críticos como uma tentativa do grupo de romper com sua imagem usual, sempre bonita e inocente, para uma imagem mais maduro e adulta.

## Desempenho nas paradas
| Parada                  | Melhor posição |
| ----------------------- | -------------- |
| Gaon Singles            | 1              |
| Gaon Streaming Singles  | 2              |
| Gaon Download Singles   | 1              |
| Gaon Mobile Ringtone    | 1              |
| Gaon Karaoke            | 98             |
| Billboard K-Pop Hot 100 | 1              |

## Créditos
Créditos adaptados do encarte do álbum I Got a Boy.
Girls' Generation
- Taeyeon - vocal principal, vocal de apoio
- Jessica - vocal de frente, vocal de apoio
- Sunny - vocal, vocal de apoio
- Tiffany - vocal de frente, vocal de apoio, rap
- Hyoyeon - vocal, rap
- Yuri - vocal, rap
- Sooyoung - vocal, rap
- Yoona - vocal, rap
- Seohyun - vocal, vocal de apoio

Produção
- Will Sims – compositor, produtor
- Young-Jin Yoo – produtor, compositor, mixagem, gravação
- Yang Geunyeong – vocal de apoio
- Anne Judith Wik – compositor
- Sarah Lundbäck Bell – compositor